# Basse-Normandie
Basse-Normandie từng là một vùng của nước Pháp, bao gồm ba tỉnh: Calvados, Manche và Orne. Thủ phủ của vùng này là thành phố Caen. Ngày 1 tháng 1 năm 2016, Basse-Normandie và Haute-Normandie hợp nhất thành một vùng mang tên Normandie.

## Địa lý
Khu vực bao gồm ba tỉnh, Calvados, Manche và Orne, bao gồm một phần của Normandy theo truyền thống gọi là "Hạ Normandy" nằm phía tây sông Dives, vùng Pays d'Auge (trừ một phần nhỏ ở Upper Normandy), một phần nhỏ Của Pays d'Ouche (phần chính còn lại ở Thượng Normandy), Norman Perche, và một phần của "Pháp" Perche. Nó bao gồm 10.857 km2, 3.2% diện tích bề mặt của Pháp. 
Các huyện truyền thống của Hạ Normandy bao gồm bán đảo Cotentin và La Hague, Campagne de Caen, Norman Bocage, Bessin và Avranchin.

## Kinh tế
Nền kinh tế của khu vực này là nông nghiệp, chăn nuôi và sản xuất bơ sữa, dệt may và sản xuất trái cây trong số các ngành chính của nó. Vùng này là lãnh đạo của Pháp trong các lĩnh vực bơ, pho mát mềm, táo củ, rượu táo, tỏi tây, tỏi, lanh. Khu vực này còn nuôi nhiều con ngựa hơn bất cứ loài ngựa nào khác ở Pháp. Phần phía tây của khu vực được sử dụng chủ yếu cho nông nghiệp, do các thảo nguyên. Quặng sắt được khai thác gần Caen. Du lịch cũng là một ngành công nghiệp lớn. Vùng có các tuyến phà trực tiếp tới Anh (qua cảng Cherbourg và Caen Ouistreham).